# Chloropteryx pallescens
Chloropteryx pallescens là một loài bướm đêm trong họ Geometridae.